# Zorochros pallicrus
Zorochros pallicrus là một loài bọ cánh cứng trong họ Elateridae. Loài này được Desbrochers des Loges miêu tả khoa học năm 1875.